# هنري أندرادي
هنري أندرادي (بالإنجليزية: Henry Andrade)‏ هو منافس ألعاب قوى أمريكي، ولد في 17 أبريل 1962 في ساكرامنتو في الولايات المتحدة.

## وصلات خارجية
- هنري أندرادي على موقع الاتحاد الدولي لألعاب القوى (الإنجليزية)
- هنري أندرادي على موقع أوليمبيديا (الإنجليزية)